# 東京の美少年
『東京の美少年』は、1961年10月5日に ビクターより発売された橋幸夫の13枚目のシングルである（VS-573）。

## 概要
- 作詞は佐伯孝夫、作曲は吉田正で、橋の両恩師による楽曲である。大ヒットした『南海の美少年』（61年5月）に続く美少年シリーズの第2作、第1作の現代版となっている。
- 本楽曲について、小野善太郎は、「橋が東京出身なのにそのイメージがあまりなく、（13枚目のシングルで）初めて現代の東京が舞台の歌」が登場したとしている。
- 特徴的な歌詞について橋は、「舗道を"ペーブメン"、後姿を"うしろかげ"と読ませる佐伯文学」の特徴を指摘し、「佐伯先生は、ねらいがあってこういう新しい表現にチャレンジされていた」としている[2]。
- また当時、「なんとかの美少年...というのが流行語のようになって、歌い手の僕までが"美少年"あつかいで、てれくさい」としている。[3]
- 美少年シリーズの第3作は、再び時代歌謡に戻り、62年8月に『美少年忠臣蔵』が制作されている。
- c/w曲の『故郷の灯は消えず』も佐伯、吉田の制作による楽曲である。「地方から出てきて都会で働く若者が、はるかな故郷に思いを寄せる、しっとりと情感にあふれたホーム・ソング」となっている。娘時代を奥多摩で過ごし、戦後中野で呉服屋を構えた橋の母がこの曲が好きで、後に、母親の好きな唱歌「故郷」と組み合わせて、『わが胸に歌は消えず』（62年10月）が制作されたが、その一因となった曲である[4]。
- 1961年に年間で8万枚を売り上げ、ビクターの年間ヒット賞を受賞した[5]。

## 収録曲
1. 東京の美少年
作詞：佐伯孝夫、作・編曲：吉田正
2. 故郷の灯は消えず
作詞：佐伯孝夫、作・編曲：吉田正

## 収録アルバム
- LP盤のみで近年のCD盤への収録はない
  - LP『橋幸夫傑作集第3集』（1961年、LV-222）
  - LP『橋幸夫オールヒットメロディー第2集』（1962年、JV-5025）
  - LP『橋幸夫ゴールデンヒットアルバム第1集』（1965年、JV166-167）
- CD-BOXでの収録は以下のとおり。
  - 『橋幸夫大全集』1993/9　Disc1
  - 『橋幸夫のすべて』2011/2　Disc2
  - 『橋幸夫ベスト100+カラオケ15』2015/10　Disc3